# 프라네케라데일

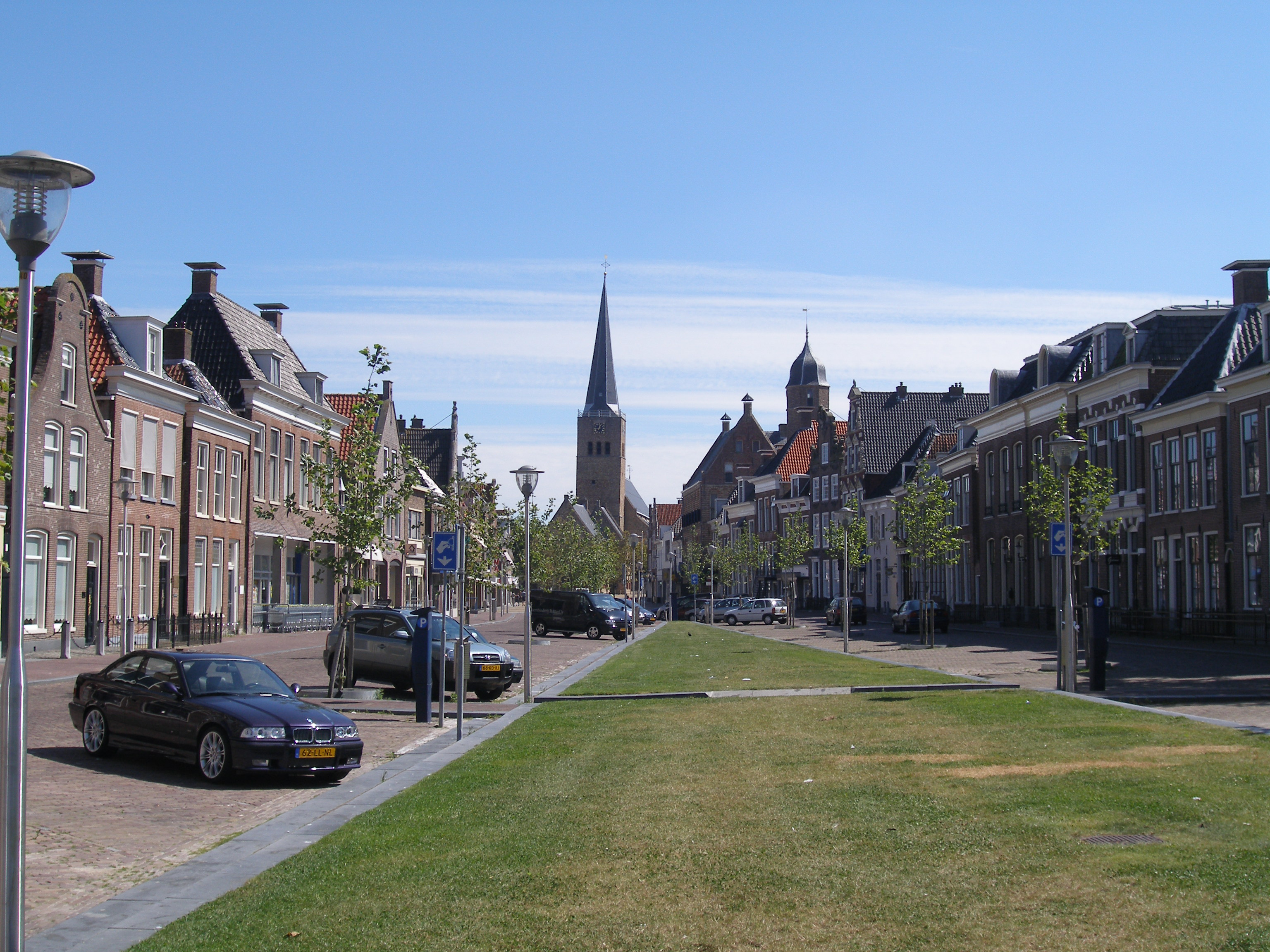
프라네케라데일

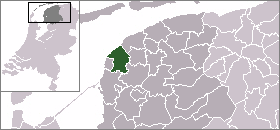
프라네케라데일의 위치

프라네케라데일(네덜란드어: Franekeradeel, 서프리슬란트어: Frentsjerteradiel)은 네덜란드 북부 프리슬란트주의 도시로 면적은 109.17km2, 높이는 1m, 인구는 20,445명(2014년 5월 기준), 인구 밀도는 199명/km2이다.

시기
시 문장